# 亚历山大·彼得罗维奇·彼得罗夫 (摔跤运动员)
亚历山大·彼得罗维奇·彼得罗夫（羅馬化：Aleksandr Petrovich Petrov；1876年9月23日—1941年2月4日）是一位来自俄罗斯的古典式摔跤手。在1908年奥运会中，他在决赛中输给了魏斯·里夏德，获得银牌。